# Anton Bludnik
Anton Dzianisawicz Bludnik (biał. Антон Дзянісавіч Блюднік, ros. Антон Денисович Блюдник, Anton Dienisowicz Bludnik; ur. 3 września 1956 w Osowie w rejonie lidzkim) – białoruski polityk i biznesmen, deputowany do Rady Najwyższej Republiki Białorusi XIII kadencji, w latach 1996–2000 deputowany do Izby Reprezentantów Republiki Białorusi I kadencji; wielokrotnie oskarżany o oszustwa finansowe i niegospodarność, skazany przez sąd za przyjęcie korzyści majątkowej i wyłudzenie kredytu.

## Życiorys

### Młodość i praca
Urodził się 3 września 1956 roku we wsi Osowo, w rejonie lidzkim obwodu grodzieńskiego Białoruskiej SRR, Związek Socjalistycznych Republik Radzieckich. W latach 1973–1975 pracował jako robotnik, brygadzista brygady budowlanej, w latach 1975–1983 jako kierownik działu produkcyjnego, agronom, dyrektor fermy, główny specjalista ds. produkcji paszy w kołchozie im. Jurija Gagarina. W 1986 roku ukończył Grodzieński Instytut Gospodarstwa Wiejskiego, uzyskując wykształcenie agronoma. W latach 1983–1987 pełnił funkcję zastępcy przewodniczącego kołchozu „Białoruś”. W latach 1987–1995 pracował jako przewodniczący kołchozu im. Czapajewa w rejonie lidzkim. W latach 1995–1998 był przewodniczącym Lidzkiego Rejonowego Komitetu Wykonawczego. Został zwolniony z powodu oskarżenia o marnotrawstwo środków, czego jednak nigdy nie udowodniono. W 1995 roku był członkiem Partii Agrarnej.

### Działalność parlamentarna
W pierwszej turze uzupełniających wyborów parlamentarnych 29 listopada 1995 roku został wybrany na deputowanego do Rady Najwyższej Republiki Białorusi XIII kadencji z lidzkiego wiejskiego okręgu wyborczego nr 135. W głosowaniu tym uzyskał 79,03% głosów. 5 grudnia 1995 roku został zarejestrowany przez centralną komisję wyborczą, a 9 stycznia 1996 roku zaprzysiężony na deputowanego. Od 23 stycznia pełnił w Radzie Najwyższej funkcję członka Stałej Komisji ds. Budownictwa Państwowego i Samorządu Lokalnego. Należał do frakcji agrariuszy. Od 3 czerwca był członkiem grupy roboczej Rady Najwyższej ds. współpracy z parlamentem Republiki Litewskiej. Poparł dokonaną przez prezydenta Alaksandra Łukaszenkę kontrowersyjną i częściowo nieuznaną międzynarodowo zmianę konstytucji. 27 listopada 1996 roku przestał uczestniczyć w pracach Rady Najwyższej i wszedł w skład utworzonej przez prezydenta Izby Reprezentantów Zgromadzenia Narodowego Republiki Białorusi I kadencji. Od 18 grudnia tego samego roku pełnił w niej funkcję członka Stałej Komisji ds. Budżetu i Finansów. Zgodnie z Konstytucją Białorusi z 1994 roku jego mandat deputowanego do Rady Najwyższej zakończył się 9 stycznia 2001 roku; kolejne wybory do tego organu jednak nigdy się nie odbyły. Jego kadencja w Izbie Reprezentantów zakończyła się 21 listopada 2000 roku.
Po zakończeniu pracy parlamentarnej zajmował kierownicze posady w przedsiębiorstwach. Kierował Domem Handlowym Otwartej Spółki Akcyjnej „Lida-Łakokraska”. Na przełomie 2006 i 2007 roku został dyrektorem Drohiczyńskiego Zakładu Paszowego, ale już wkrótce oskarżono go o oszustwa finansowe i utracił to stanowisko. Sąd rejonu wołożyńskiego obwodu mińskiego uznał go winnym przyjęcia korzyści majątkowej znacznej wartości i skazał na 6,5 roku w kolonii poprawczej o podwyższonym rygorze. Pod koniec 2008 roku ponownie stanął przed sądem (tym razem rejonu drohiczyńskiego), oskarżony o popełnienie przestępstwa z art. 2 pkt. 237 Kodeksu Karnego: „Wyłudzenie kredytu lub dotacji”. W styczniu 2009 roku sąd uznał go winnym i skazał na dwa lata ograniczenia wolności.

## Życie prywatne
Anton Bludnik jest żonaty. W 1995 roku mieszkał we wsi Wawiórka w rejonie lidzkim.